# William Robert Hobson
Ne doit pas être confondu avec William Hobson.
Pour les articles homonymes, voir Hobson.
William Robert Hobson, né le 16 septembre 1831 à Nassau (Bahamas) et mort le 11 octobre 1880 à Pitminster, est un navigateur britannique.

## Biographie
Fils de William Hobson, entré dans la Royal Navy en 1845, il devient lieutenant en 1852 et prend part comme second de Francis Leopold McClintock, qui l'a personnellement recruté, sur le Fox à une expédition partie à la recherche de John Franklin en Arctique. Cette expédition compte aussi d'autres grands noms de l'exploration polaire comme Robert McClure et Richard Collinson.
En 1859, Hobson découvre sur l'île Beechey un document daté du 25 avril 1848 laissé par l'expédition Franklin ainsi que des vestiges, sur la Terre du Roi-Guillaume, du camp de Franklin. Parmi les vestiges, il découvre dans un cairn ce qui est connu comme la Victory Point Note et, dans un bateau abandonné en baie Erebus en mai 1859, une cuiller à dessert en argent et une cuiller de table en argent appartenant à George Henry Hodgson. Ces cuillers sont gravées du blason personnel de Hodgson : une colombe tenant une branche d'olivier perchée sur des rochers,,. Ces découvertes permettent ainsi de retracer une partie des événements.
Une plaque en son honneur est apposée dans l'église St Mary et St Andrew de Pitminster où il a fini sa vie.
Jules Verne le mentionne dans son roman Les Aventures du capitaine Hatteras (partie 1, chapitre XVII).